# Intel Compute Stick

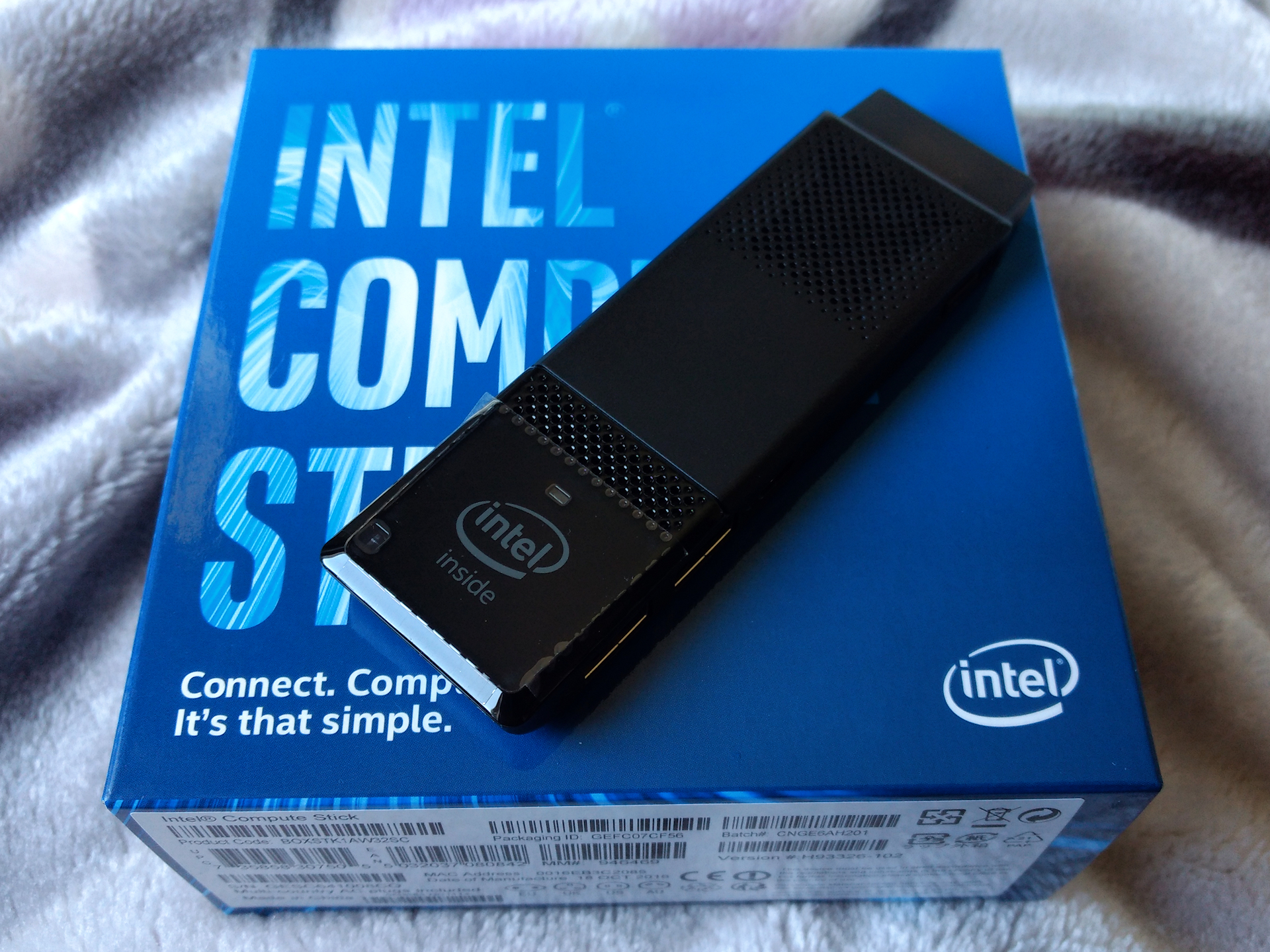
STK1AW32SCのパッケージ

Intel Compute Stick （インテル コンピュート スティック）とは インテル が設計・開発したスティック型のコンピューター端末である 。
Intel Compute Stick は Microsoft の Microsoft Windows が動作し、HDMI ポートをディスプレイに接続することでパソコンとして使用できる。

## 機能
使用用途は家庭用、企業、デジタルサイネージなど幅広い用途に想定されている。
キーボードやマウスなどは Bluetooth や USB に接続することで使用できる。
基本的には Microsoft Windows が動作するが Ubuntu やまたは Linax を使用する場合もある。

## 技術
プロセッサーは Intel Atom , Intel Core M が内蔵。冷却ファンとして静音設計の小型のファンが内蔵。グラフィックスコントローラー（GPU）は Intel HD Graphics を採用している。

## 販売
当初では2015年4月23日(木)に発売する予定だったが延期となった。その後2015年4月30日(木)に発売をする予定だったが十分な製品確保をすることや製品の出荷前に行われる手続きに問題があった為発売を延期した。 Windows 8.1 モデルでは2015年5月12日(火)に発売をする予定だったが、製品の検証で一部アプリケーションに不具合が起きているとし発売を延期した。その後 インテル は2015年6月12日(火)に発売をすると発表した。

## 関連製品
- Intel Compute Card (インテル コンピュート カード)

- Intel Movidius Neural Compute Stick(インテル モビディウス ニューラル コンピュート スティック)

## リンク
https://www.intel.com/content/dam/www/public/us/en/documents/product-briefs/compute-stick-product-brief.pdf(PDF)
https://pc.watch.impress.co.jp/docs/news/705842.html